# 2,4-Di-tert-butylphenol
2,4-Di-tert-butylphenol ist eine aromatische Verbindung. Es ist ein Derivat des Phenols mit zwei tert-Butylgruppen.

## Gewinnung und Darstellung
2,4-Di-tert-butylphenol kann durch Alkylierung von Phenol mit tert-Butanol gewonnen werden, wobei je nach Reaktionsbedingungen auch 2-, 4-tert-Butylphenol, 2,6-Di-tert-butylphenol oder 2,4,6-Tri-tert-butylphenol entstehen.

## Eigenschaften
2,4-Di-tert-butylphenol ist ein brennbarer, schwer entzündbarer, kristalliner, weißer bis gelblicher Feststoff mit phenolartigem Geruch, der praktisch unlöslich in Wasser ist.

## Verwendung
2,4-Di-tert-butylphenol wird in der Forschung (zum Beispiel zur Untersuchung von Alkylierungsreaktion mit Cinnamylalkohol) und als Zwischenprodukt zur Herstellung anderer chemischer Verbindungen verwendet.

## Sicherheitshinweise
2,4-Di-tert-butylphenol wurde 2012 von der EU gemäß der Verordnung (EG) Nr. 1907/2006 (REACH) im Rahmen der Stoffbewertung in den fortlaufenden Aktionsplan der Gemeinschaft (CoRAP) aufgenommen. Hierbei werden die Auswirkungen des Stoffs auf die menschliche Gesundheit bzw. die Umwelt neu bewertet und ggf. Folgemaßnahmen eingeleitet. Ursächlich für die Aufnahme von 2,4-Di-tert-butylphenol waren die Besorgnisse bezüglich Verbraucherverwendung und weit verbreiteter Verwendung sowie der Gefahren ausgehend von einer möglichen Zuordnung zur Gruppe der CMR-Stoffe und als potentieller endokriner Disruptor. Die Neubewertung läuft seit 2017 und wird von Belgien durchgeführt. Um zu einer abschließenden Bewertung gelangen zu können, wurden weitere Informationen nachgefordert.